# St. Louis Jane Doe
St. Louis Jane Doe (en inglés, Desconocida de San Luis) es una niña no identificada que fue encontrada asesinada en una casa abandonada el 28 de febrero de 1983 en San Luis, Misuri. También ha sido apodada "Hope", "Precious Hope" y "Little Jane Doe". Se estimó que la víctima tenía entre ocho y once años cuando fue violada, asesinada por estrangulamiento y decapitada. La brutalidad del crimen atrajo la atención nacional.
La cabeza de la Jane Doe nunca ha sido localizada, lo que impidió el examen dental y la posibilidad de una reconstrucción facial tradicional.

## Descubrimiento
En la tarde del 28 de febrero de 1983, dos saqueadores entraron en una casa victoriana abandonada en 5635 Clemens Avenue en San Luis, Misuri; adentro, descubrieron el cuerpo sin cabeza de una menor afroamericana en el sótano de la casa. Los saqueadores notaron el cuerpo al encender un cigarrillo, que lo iluminó; estaba desnuda a excepción de un jersey amarillo, y la habían dejado tendida boca abajo, con las manos atadas a la espalda con una cuerda de nailon roja y blanca.
Inicialmente se creyó que la víctima sería una prostituta hasta que la policía levantó el cuerpo y descubrió que no tenía pechos desarrollados, indicando que se trataba de una niña prepuber. El examen y autopsia se llevó a cabo la semana siguiente.

## Investigación

### Hallazgos iniciales
La policía concluyó que la víctima no fue asesinada en el lugar donde fue descubierta, ya que no se encontraron rastros de sangre. Esto llevó a las fuerzas del orden a creer que se había drenado la sangre de su cuerpo en otro lugar; su estómago también estaba vacío en el momento de su muerte. El Jardín botánico de Misuri realizó pruebas de moho en el cuerpo que determinaron que había sido asesinada dentro de los cinco días anteriores a su descubrimiento.
La niña había sido atada por las muñecas con una cuerda de nylon blanca y roja. Su cabeza había sido cortada limpiamente por una hoja grande, posiblemente un cuchillo de trinchar. Tenía entre ocho y once años y también había sido violada. Llevaba solo un jersey amarillo de manga larga con cuello en pico y tenía las uñas pintadas con dos capas de esmalte, una púrpura y la otra roja. Nunca se ha encontrado su cabeza, pero se recopilaron con éxito huellas dactilares, huellas y posteriormente información de ADN. No había ningún detalle distintivo o deformidad en su cuerpo, a excepción de una espina bífida oculta. Era alta para su edad, medía aproximadamente 1,50 m. Diez meses después de su descubrimiento, sin nuevas pistas para los investigadores, fue enterrada en el cementerio de Washington Park el 2 de diciembre de 1983.
La policía había enviado previamente el jersey de la niña a un psíquico en Florida que quería tocarlo para recibir una impresión psíquica; sin embargo, la prenda nunca fue devuelta y se presume que se perdió en el correo.
Cuatro niñas desaparecidas han sido descartadas como la víctima, así como la Jane Doe del condado de Northampton en Carolina del Norte. También se sospecha que fuera víctima de Vernon Brown, quien asesinó a una niña de manera similar. Brown fue ejecutado en 2005 y nunca confesó haber asesinado a la Jane Doe, a pesar de los esfuerzos realizados por los investigadores.

### Exhumación en 2013
Las autoridades decidieron exhumar el cuerpo en 2013 para recopilar más información forense sobre la víctima. Los restos se habían extraviado, junto con muchos otros cuerpos en el cementerio de Washington Park, debido a la negligencia de los registros del cementerio y no se encontraron hasta mediados de junio. Los restos se localizaron utilizando técnicas de calibración de cámaras para determinar con precisión dónde se había tomado una fotografía del ataúd el día del entierro.
Se realizaron pruebas de isótopos en muestras de sus huesos para determinar el área donde la víctima probablemente habría vivido en función del contenido mineral presente en las partes óseas. Según un artículo del St. Louis Post-Dispatch, los resultados de la prueba concluyeron que era probable que la niña hubiera vivido toda su vida en uno de los diez estados del sureste: Florida, Georgia, Alabama, Mississippi, Luisiana, Arkansas, Texas, Tennessee, o Carolina del Norte o del Sur. Sin embargo, la entrada del catálogo del Centro Nacional para Niños Desaparecidos y Explotados enumera alternativamente los estados del Medio Oeste y Medio Atlántico, como Pensilvania, Ohio, Michigan, Minnesota, Wisconsin, Indiana o Virginia Occidental.
Después de la exhumación, los restos fueron enterrados nuevamente en el Cementerio Calvary en el Jardín de los Inocentes, una sección del cementerio designada para difuntos no identificados. La inscripción en la nueva lápida dice "Precious Hope, age 8-11, 1983".

## Documental de 2021
En octubre de 2021 se lanzó un documental sobre el caso titulado "Our Precious Hope: St. Louis Baby Jane Doe".